# ويتفيلد (فيرمونت)
ويتفيلد (بالإنجليزية: Waitsfield, Vermont)‏ هي بلدة تقع في مقاطعة واشنطن (فيرمونت) بولاية فيرمونت في الولايات المتحدة. تأسست عام 1782 (Vermont)، تبلغ مساحتها 69.7 (كم²)، وترتفع عن سطح البحر 306 م، بلغ عدد سكانها 1719 نسمة في عام 2010 حسب إحصاء مكتب تعداد الولايات المتحدة .

## أعلام
- إدموند رايس
- فيرنر فون تراب
- غريس بوتير

## وصلات خارجية
- www.waitsfieldvt.us
- The US50 - Cities and Towns in Vermont State
- Vermont Cities and Towns, Facts, Map, Flag, Colleges, Government, and More